# تپه ایلدون
تپهٔ اِیْلْدُن (انگلیسی: Eildon Hill) در جنوب ملروز در اسکاتیش بوردرز قرار دارد. این تپه سه قله دارد که بلندترین آن‌ها ۴۲۲ متر است. در زمان بریتانیای روم برج دیدبانی‌ای در این تپه ساخته شده بود.